# 平乐郡
平乐郡，中国唐朝时设置的郡。
西晋末年置平乐郡，治所约在今四川省安宁河流域。南齐析晋宁郡连然县地置平乐郡，属宁州。治所在益宁县（今云南省昆明市西郊马街）。辖境约当今昆明市滇池西北岸和安宁市、易门县地。后来废除。唐玄宗天宝元年（742年），改昭州置平乐郡。治所在平乐县（今广西平乐县西平乐溪北岸）。下辖平乐县、永平县（今广西平乐县同安镇）、恭城县（今广西恭城县）。辖境相当今广西平乐县及恭城瑶族自治县地。唐肃宗乾元元年（758年）复改为昭州。